# George Henry Richards
Pour les articles homonymes, voir Richards.
George Henry Richards est un amiral et un hydrographe britannique, né le 13 janvier 1820 et mort le 14 novembre 1896.

## Biographie
Il entre dans la Royal Navy en 1833 et commence à servir à bord du HMS Rhadamanthus dans les Caraïbes. En 1835, il devient aspirant et sert dans la mission d’exploration du Pacifique à bord du HMS Sulphur et du HMS Starling sous la direction d'Edward Belcher (1799-1877). Il participe ensuite à la Première guerre de l'opium. Il sert comme lieutenant en 1842 à bord du HMS Caledonia puis du HMS Philomel qui explore l’archipel des Falkland. Mais le vaisseau est détourné de sa mission d’exploration pour prendre part au blocus de la province de Buenos Aires dirigée par Juan Manuel de Rosas (1793-1877). Il prend part aux missions en Uruguay et est promu lieutenant senior. À la suite de sa capture de canons lors de l’attaque contre les forts d’Obligado du Parana, il est promu commandeur à son retour de Grande-Bretagne en juin 1846.
En 1847, à bord du HMS Acheron, il participe à une mission d’exploration en Nouvelle-Zélande. À son retour en Angleterre en 1852, il se porte volontaire pour participer à la mission en Arctique à la recherche de Sir John Franklin. À son retour, en 1854, il reçoit le rang de capitaine et ne repart qu’en 1856 à bord du HMS Plumper chargé d’explorer la Colombie-Britannique. Il cartographie la région durant sept ans. Il retourne en Angleterre en 1863 en accomplissant son troisième tour du monde.
Richards est alors nommé hydrographe de l’amirauté, fonction qu’il occupe durant dix ans. Il contribue à réorganiser ce service. Il obtient le rang d’amiral en juin 1870 et se retire de la marine en 1874. 
A une époque où la marine marchande est en pleine expansion et où les opérations de pose de câbles sous-marins de télégraphie s'intensifient, l'Amirauté britannique a grand besoin de cartes océaniques plus précises. C'est dans ce contexte que Richards est amené à organiser les croisières scientifiques du H.M.S. Porcupine et du H.M.S. Lightning entre 1868 et 1870, puis  celle du H.M.S. Challenger qui compte comme directeur scientifique Charles Wyville Thomson.
Richards devient membre de la Royal Society en 1866 et, la même année, membre correspondant de l’Académie des sciences. Il est anobli en 1869 et membre de l’Ordre du Bain en 1871.

## Source
- Nécrologie signée par J.J.L.W. parue dans les Proceedings of the Royal Society of London, from April 23, 1896, to February 18, 1897, vol. LX